# Rotkreuzklinik Lindenberg

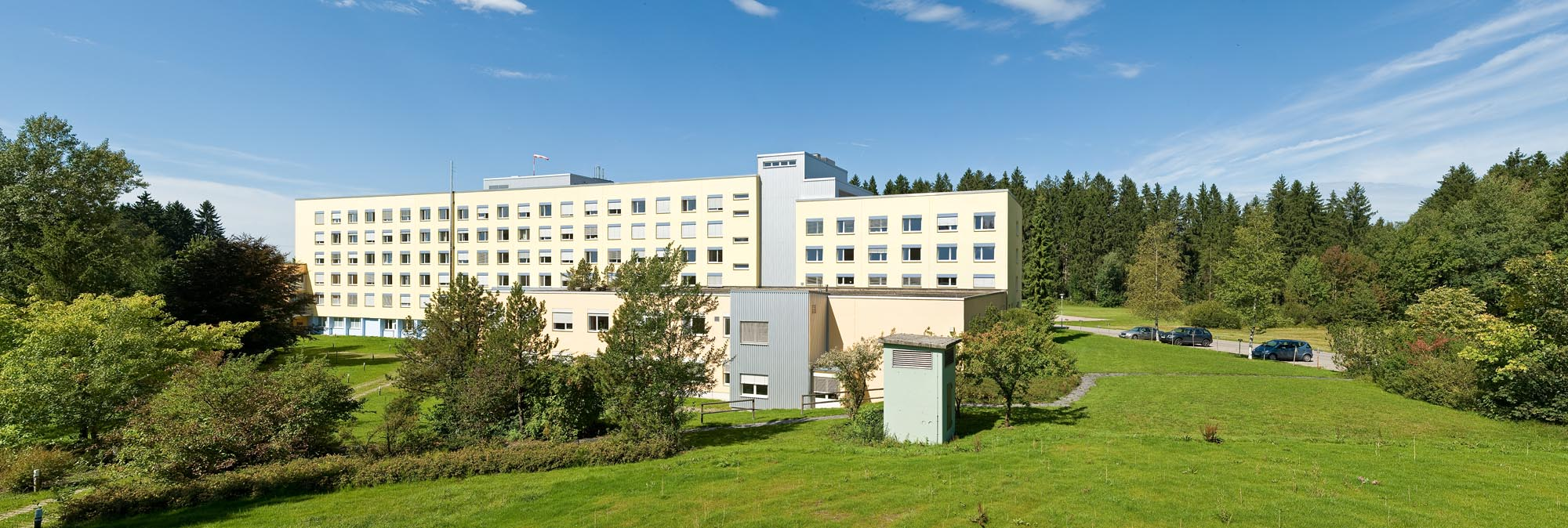
Rotkreuzklinik Lindenberg

Die Rotkreuzklinik Lindenberg (bis 2010: Dr.-Otto-Geßler-Kreiskrankenhaus Lindenberg) war eine gemeinnützige Klinik der Grund- und Regelversorgung und sicherte damit die Grundversorgung in Lindenberg im Allgäu sowie dem Landkreis Lindau. Träger des Krankenhauses war die Schwesternschaft München vom Bayerischen Roten Kreuz e.V. Es verfügte über die Fachabteilungen der Inneren Medizin, Unfall- und Wiederherstellungschirurgie, Onkologie, Geriatrie, Allgemein- und Viszeralchirurgie, Anästhesie, Radiologie, Palliativmedizin, Kinderheilkunde, Hals-Nasen-Ohren-Heilkunde und Urologie.

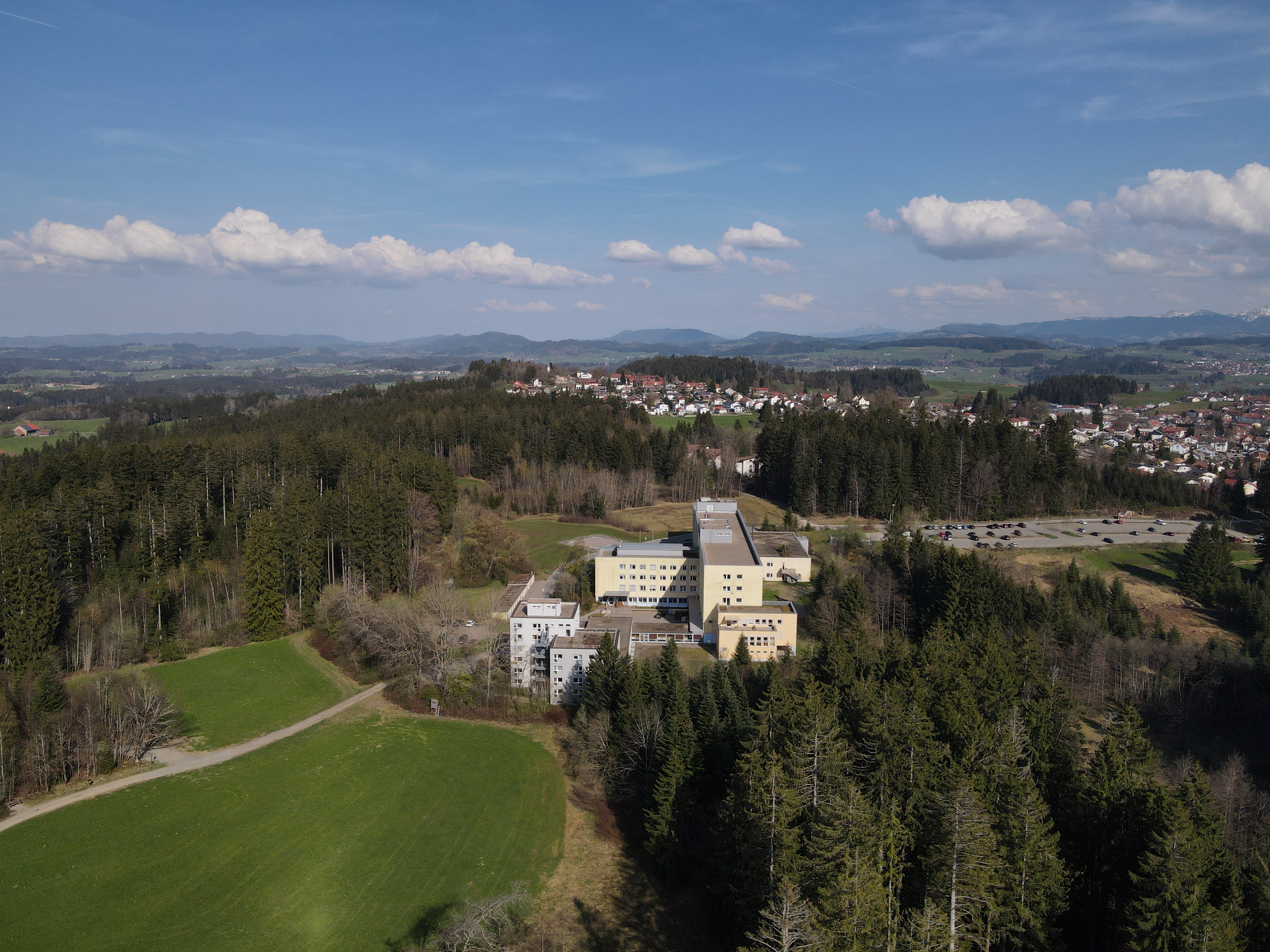
Luftaufnahme der Rotkreuzklinik

## Geschichte
Im Jahr 1889 wurde das erste Krankenhaus in der Sedanstraße in Lindenberg eröffnet, in dem ab dem Jahr 1913 Münchener Rotkreuzschwestern als Gemeindeschwestern eingesetzt wurden.  Im Jahr 1958 begannen nach Initiative des ansässigen Politikers und Ehrenpräsidenten des Deutschen Roten Kreuzes Otto Geßler die Planungen für den Bau des Kreiskrankenhauses. Am 21. Februar 1963 wurde das Dr.-Otto-Geßler-Kreiskrankenhaus Lindenberg mit 200 Betten samt Schwesternwohnheim und -schule im Norden der Stadt eröffnet. 1977/1978 wurde die Klinik um einen Trakt erweitert und die Bettenanzahl stieg auf 240. Im Jahr 1979 wurde die interne Krankenpflegeschule in eine Berufsfachschule für Krankenpflege umgewandelt, dabei bestand eine Kooperation der Ausbildung mit dem Kreiskrankenhaus Lindau. 1995 wurde die Physikalische Abteilung und die Cafeteria eröffnet. In den Jahren 2004 bis 2008 fand die Generalsanierung des Gebäudes statt. 2010 wurde das Krankenhaus in Rotkreuzklinik Lindenberg umbenannt, im Gegenzug wurde der Dr.-Otto-Geßler-Platz vor der Klinik eingeweiht. Am 14. Februar 2017 kam ein Mensch bei einem Brand im Krankenhaus ums Leben, sieben weitere wurden schwer verletzt. Im Januar 2019 verkündete die Schwesternschaft das Gebäude durch einen Neubau ersetzen zu wollen. Im Sommer 2023 beantragte die Klinik aufgrund finanzieller Schieflage ein Schutzschirmverfahren. Infolgedessen wird von politischer Seite ein zentraler länderübergreifender Neubau zusammen mit der ebenfalls von einer Schließung betroffenen Oberschwabenklinik in Wangen im Allgäu und eventuell auch der Asklepios Klinik in Lindau gefordert, um die medizinische Versorgung der Region zu gewährleisten. Ende Juni 2024 verkündete die Schwesternschaft vom Bayerischen Roten Kreuz, dass das Krankenhaus zum 31. Juli 2024 geschlossen wird. Die letzten stationären Patienten wurden am 10. Juli 2024 aus dem Haus verlegt. Ein Gutachten, das vom Freistaat Bayern in Auftrag gegeben und nach der Schließung der Klinik veröffentlicht wurde, sieht die Zusammenlegung der drei Kliniken Lindenberg, Lindau und Wangen zu einem zentralen Klinikum im Raum Hergatz als die einzige wirtschaftliche Option für die Region Westallgäu. Zudem sieht das Gutachten in Lindenberg eine Bereitschaftspraxis oder ein Medizinisches Versorgungszentrum vor.

## Zentren und Abteilungen
Die Rotkreuzklinik Lindenberg teilt sich in verschiedene Zentren und Abteilungen auf: Sie verfügt über das Gelenk- und Wirbelsäulenzentrum und das Onkologische Zentrum sowie die Hauptabteilungen Innere Medizin, Unfall- und Wiederherstellungschirurgie, Geriatrie, Allgemein- und Viszeralchirurgie, Anästhesie, Radiologie und Hals-Nasen-Ohrenheilkunde. Hinzu kommen die Belegabteilungen für Urologie und Kinderheilkunde.

### Onkologisches Zentrum & Palliativmedizin
Das Onkologische Zentrum ermöglicht eine ganzheitliche Diagnose, Therapie und Nachsorge von onkologischen Erkrankungen in der Region Westallgäu. Das Zentrum verfolgt einen integrierten Ansatz, bei dem Patienten eine ganzheitliche Behandlung erhalten und für jede Phase der Erkrankung eine darauf abgestimmte Therapien zum Einsatz kommt. Es verfügt über eine angeschlossene Psychoonkologie für eine mentale Betreuung der Patienten. In der Palliativstation des Zentrums werden auch nicht heilbar erkrankte Patienten versorgt.
Das Onkologische Zentrum Lindenberg wurde im Mai 2018 gegründet und wird von den leitenden Oberärzten Marco Rigamonti und Alois Lang geleitet.

### Gelenk- und Wirbelsäulenzentrum Lindenberg
Das Gelenk- und Wirbelsäulenzentrum der Rotkreuzklinik Lindenberg sorgt für die wohnortnahe Versorgung in der Region Westallgäu und verfolgt einen ganzheitlichen Ansatz der Diagnose und Therapie. Patienten erhalten dort ein Therapiespektrum von konservativen Behandlungsmethoden über minimal-invasive Eingriffe und Operationen der Wirbelsäule und Gelenke bis hin zu Rehabilitation und Physiotherapie. Zudem verfügt es über ein zertifiziertes Traumazentrum zur Akutversorgung und -behandlung bei Unfällen.
Das Gelenk- und Wirbelsäulenzentrum Lindenberg wurde im März 2018 gegründet und wird von den leitenden Oberärzten Alfred Huber, Norbert Wynands und Christoph Kruis geführt.